# Somatia papaveroi
Somatia papaveroi är en tvåvingeart som beskrevs av Steyskal 1968. Somatia papaveroi ingår i släktet Somatia och familjen Somatiidae. Inga underarter finns listade i Catalogue of Life.